# Luigi Lablache
Luigi Lablache, italijanski operni pevec basist francoskega rodu, *6. december 1794, Neapelj, Italija, † 23. januar 1858, Neapelj.

## Življenje
Glasbo je študiral v rodnem Neaplju, kjer je pri osemnajstih tudi debutiral. Nato ga je pevska pot vodila v Milano (leta 1817 je pel v Scali, leta 1821 Saverio Mercadante zanj že napiše opero Eliza in Claudio), Torino, Benetke, Dunaj, Pariz, London in Sankt Petersburg.